# Dan Millman
Daniel Jay Millman (Los Ángeles, California, 21 de febrero de 1946), más conocido como Dan Millman, es un exatleta campeón del mundo, maestro de artes marciales, entrenador, catedrático universitario y ocasional actor estadounidense. 
Después de 20 años de búsqueda espiritual intensiva, las enseñanzas tomaron forma en El Camino del Guerrero Pacífico y son plenamente expresadas en sus libros y clases. Su trabajo evoluciona continuamente a fin de cubrir las necesidades de un mundo en cambio continuo. 
Sus catorce libros, incluyendo El Camino del Guerrero Pacífico, han inspirado e informado a millones de lectores en más de 30 idiomas en todo el mundo. La producción cinematográfica El Guerrero Pacífico, protagonizada por Nick Nolte, es una adaptación de su primer libro, basado en eventos reales que tuvieron lugar en su vida. 
Millman dedica gran parte de su tiempo a escribir libros y dar charlas y conferencias. Su discurso, seminarios y talleres abarcan todas las generaciones a fin de llegar a hombres y mujeres de todos los ámbitos y niveles sociales, incluyendo a líderes en los campos de la salud, psicología, educación, negocios, política, deportes, entretenimiento y las artes. Él y su esposa Joy viven en el norte de California y son padres de tres hijas.

## Libros de su autoría
| Año  | Título                                                                       |
| ---- | ---------------------------------------------------------------------------- |
|      |                                                                              |
| 1990 | Sacred Journey of the Peaceful Warrior                                       |
| 1992 | Secret of the Peaceful Warrior (children - illustrated by Taylor Bruce)      |
| 1993 | No Ordinary Moments: A peaceful warrior's guide to daily life                |
| 1994 | The Life You Were Born to Live: A guide to finding your life purpose         |
| 1995 | The Laws of Spirit: A tale of transformation                                 |
| 1999 | Everyday Enlightenment: The twelve gateways to personal growth               |
| 1999 | Body Mind Mastery (rev. edition of The Warrior Athlete)                      |
| 2000 | Living on Purpose: Straight answers to life's tough questions                |
| 2006 | The Journeys of Sócrates                                                     |
| 2007 | Wisdom of the Peaceful Warrior: A companion to the book that changes lives   |
| 2009 | Bridge Between Worlds: Extraordinary experiences that changed lives          |
| 2010 | Peaceful Warrior: The Graphic Novel (illustrated by Andrew Winegarner)       |
| 2011 | The Four Purposes of Life: Finding meaning and direction in a changing world |

- Datos: Q1159127